# Вторгнення на Аландські острови

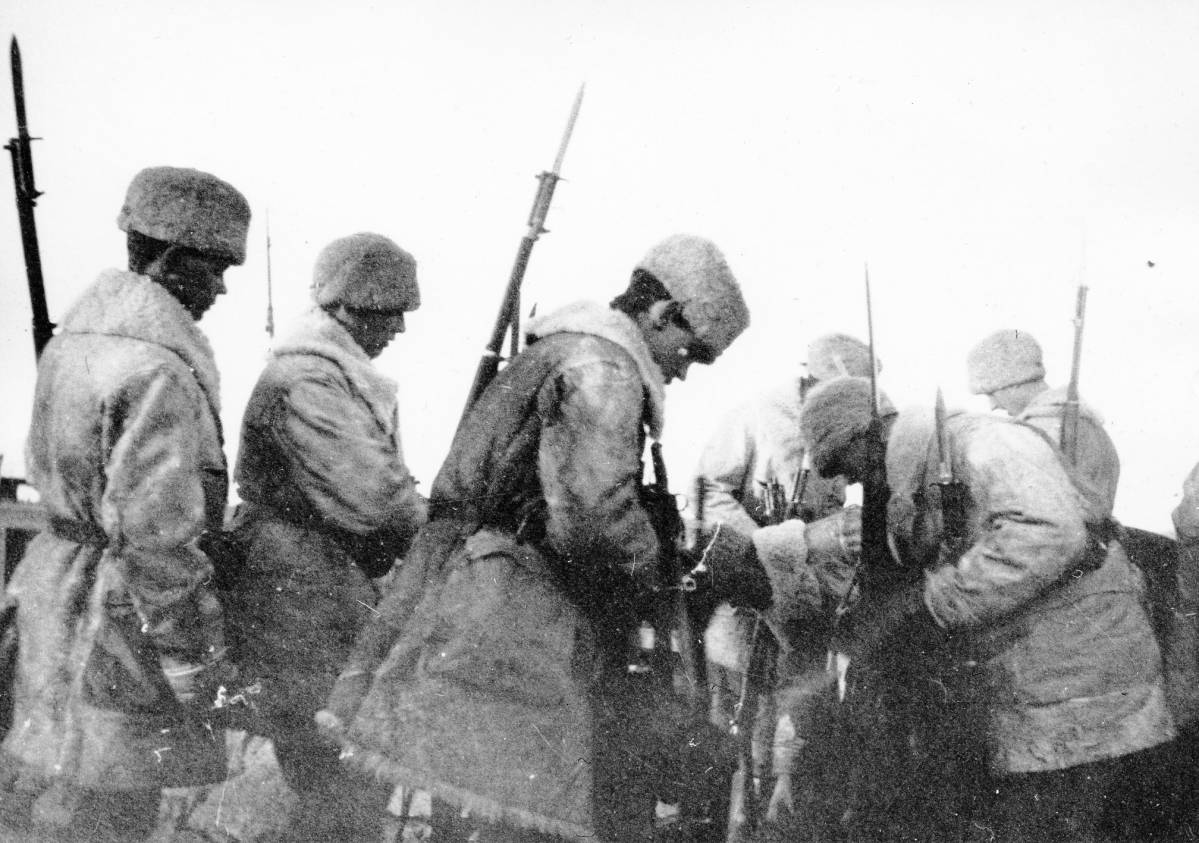
Шведські війська роззброюють радянські війська в селі Дегербю

Вторгнення на Аландські острови — військова кампанія 1918 року під час Першої світової війни на Аландських островах, Фінляндія. На острови, де все ще перебувають більшовицькі російські війська, спочатку наприкінці лютого 1918 року вторглася Швеція, а потім на початку березня Німецька імперія. Конфлікт також був пов'язаний з громадянською війною у Фінляндії, включаючи незначні бої між білофінами та червонофінами.
Коли в березні 1918 року Німеччина захопила Аландські острови, російські війська були захоплені в полон, і до кінця Громадянської війни у Фінляндії в травні шведські війська покинули острови. Німці залишалися на Аландських островах до вересня 1918 року. Суперечка щодо Аландських островів була передана на розгляд Паризької мирної конференції в 1919 році та Ліги Націй у 1920 році. 1921 року була підписана Аландська конвенція, яка відновлювала демілітаризований статус Аландських островів як автономної частини Фінляндії.

## Передумови
Аландські острови розташовані в північній частині Балтійського моря між Швецією та Фінляндією. Населення є шведськомовним, але після Фредріксгамнського договору 1809 року острови разом із переважною більшістю фінськомовних районів Швеції відійшли до Російської імперії, ставши Великим князівством Фінляндським, автономною частиною Російської імперії. За Паризьким договором 1856 року, який завершив Кримську війну, Аландські острови були демілітаризовані. Коли в 1914 році почалася Перша світова війна, Російська імперія перетворила острови на базу підводних човнів для використання британським і російським флотами. Десь у 1915 році росіяни знищили маяк Лоґскар, сподіваючись, що німці не будуть використовувати його як орієнтир. У 1915—1916 роках німці вже розробили плани і готувалися висадитися на Аландських островах. У ніч з 25 на 26 липня 1916 року о 23:30 німецький дирижабль LZ 58 (морське позначення L 25) атакував порт Марієхамн. На катери російської 5-ї ескадри підводних човнів було скинуто 8 фугасів. Одна з бомб скинута на причал поруч з підводними човнами-матками «Святитель Миколай» і «Сало», в результаті чого загинули 7 російських моряків і кінь.
Російський уряд у відповідь розпочав будівництво укріплень, погодившись зі своїми союзниками Францією та Великою Британією, щоб запобігти німецькому вторгненню. Аландські острови були укріплені 10 береговими артилерійськими батареями, кількома гарнізонами, доками і трьома аеродромами. Берегові батареї були в Солісі, Кунгсе, Фреббенбі, Мелланторпі, Корсе, Герро, Сторклоббі, Кокарі, Хамне-Сагго і Боксе. Гармати калібру 105—215 мм батареї розкривали або підривали в бетонні бункери іншим обладнанням. Батареї також іноді мали завантажувальні доки, рейки для транспортування, електростанції для фар та інше обладнання. У Гранбоді, Фьоґло, були розташовані аеродроми з допоміжними станціями в Торпвіку, Екере та Герсбеку, Салтвіку. Також було створено кілька станцій берегової охорони, а доки використовувалися для торпедних катерів, підводних човнів тощо. У Прясте, Лотсбергеті і Лемланді були розміщені телеграфні станції, а навколо Аландських островів було багато радіопостів. Для оборони було використано 24 000 метрів колючого дроту і 6 500 метрів траншей, а також близько 1 893 мін морських мін навколо Аландських островів. Було також кілька ділянок з буксируваною артилерією, наприклад Інгбі. Загалом на осровах перебувало 7-8 тисяч російських солдатів. Проте Швеція вважала споруди занадто важкими для простого захисту островів. Уряд побоювався можливого нападу з Аландських островів, і тому нейтральна Швеція відчувала тиск, щоб приєднатися до союзних держав Антанти. Однак він цього не зробив.

## Початок громадянської війни у Фінляндії
Після здобуття Фінляндією незалежності від Росії в грудні 1917 року на Аландських островах розпочався рух за приєднання островів до Швеції. Шведський уряд мав аудієнцію з делегацією з Аландських островів, яка почала щодо цього питання акції. Після того, як наприкінці січня 1918 року у Фінляндії почалася громадянська війна, 8 лютого шведський прем'єр-міністр Йоганнес Гельнер і король Густав V зустрілися з делегацією з Аландських островів. За словами делегації, на Аландських островах був проведений референдум, і переважна більшість у 95 % висловилися за приєднання до Швеції. Делегація закликала у шведського уряду допомоги проти ймовірного свавілля та безладу російських військ. Шведські газети також вимагали дій, посилаючить на гуманітарні причини. З початку війни уряд вже евакуював понад 1000 шведських громадян з материкової частини Фінляндії через місто Порі на західному узбережжі.
10 лютого громадянська війна у Фінляндії поширилася на Аландські острови, коли загін із 460 білогвардійців на чолі з капітаном Йоханом Фабріціусом з регіону Вакка-Суомі висадився на острови. За три дні до цього загін втік з міста Уусікаупункі та перетнув лід Архіпелагового моря. Після досягнення Аландських островів білі мали кілька незначних зіткнень з військами, які підтримували російський уряд Леніна. 12 лютого білофіни захопили телефонну станцію Соттунга, полонивши 4 росіян. 14 лютого вони захопили телеграфну станцію Прасто в Зунді, полонивши 20 російських солдатів. Очевидно, росіяни не були зацікавлені в опорі та чекали повернення додому.

## Шведське вторгнення
13 лютого шведський уряд нарешті вирішив відправити війська на Аландські острови. Рушійною силою шведської політики на Аландських островах був соціал-демократичний міністр у військово-морських справах Ерік Палмстерна, який був військово-морським офіцером у відставці. Через два дні військово-морський загін у складі криголама Isbrytaren I, корабля берегової оборони HSwMS Thor і військового корабля SS Runeberg пришвартувався в Екере на шведській стороні островів. Невеликий військовий підрозділ висадився на Аландських островах, щоб захистити людей від передбачуваної неправомірної поведінки російських військ, а також від насильницької загрози з боку фінських сторін громадянської війни. Білофіни неправильно припустили, що шведи прийшли їм на допомогу. Підбадьорені цим, вони захопили артилерійські батареї в Боксе і Сагго, але замість того, щоб підтримати їх, шведи почали переговори з росіянами.

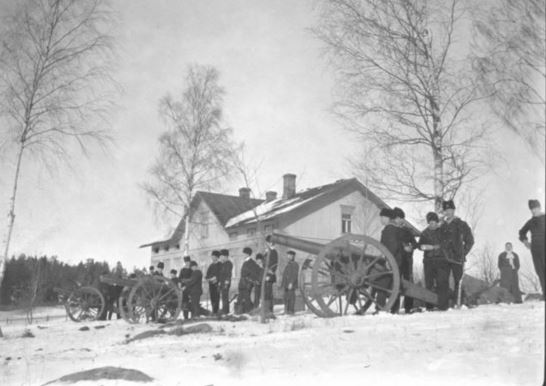
Шведи в Гаральдсбі із захопленими російськими гарматами, які білофіни використовували проти червонофінів

17 лютого переговори були припинені, оскільки на Аландські острови з криголамом Murtaja прибув з Турку червоногвардійський загін зі 150 осіб. Вони мали намір допомогти росіянам у передбачуваній боротьбі проти шведів і білих. Того ж дня білі напали та взяли село Ґодбі у Фінстрьомі та Ґолбі у Йомалі, але червоні війська змогли утримати село Ґолбі та артилерійський форт Соліс. Через два дні «червоні» здійснили контратаку проти Ґодбі, але були відтіснені. Битви під Годбі завершилися двома вбитими білими та 3 вбитими червоними. 8 полонених червоних пізніше було страчено. Це була єдина битва під час громадянської війни у Фінляндії на Аландських островах.

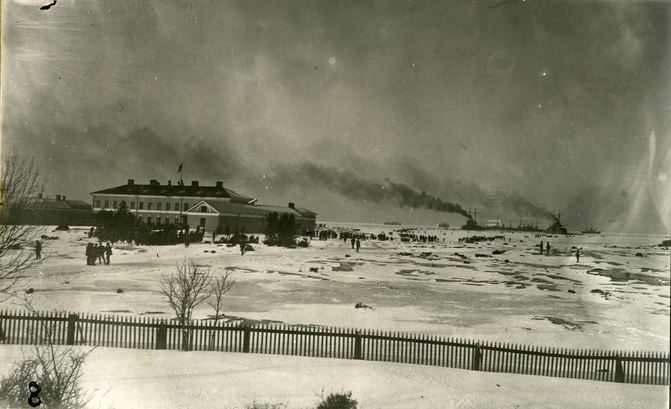
Німецькі війська висаджуються біля пошти та митниці Екере

Оскільки ситуація на Аландських островах тепер загострилася до відкритого насильства, шведи втрутилися в ситуацію, видавши підроблений наказ командувача Білої армії К. Г. Маннергейма, який закликав білих відступити з Аландських островів. Насправді генерал Маннергейм хотів, щоб білі взяли під свій контроль усі острови, а потім розпочали наступ на Турку, червону столицю Південно-Західної Фінляндії. Оскільки білі не знали справжніх намірів Маннергейма, вони виконали помилковий наказ і 20 лютого залишили Аландські острови. Коли Біла Фінляндія дізналася про дії шведів, вони виступили з суворим протестом. Тепер шведському уряду довелося переконати інших, що їхньою метою було не анексувати острови, а лише захистити шведськомовне населення Аландських островів.
19 лютого на Аландські острови прибули HSwMS Sverige і Oscar II з ротою Ваксхольмського берегового артилерійського полку, щоб змусити радянську армію залишити острови. ЦК Балтійського флоту все ще намагався уникнути збройного конфлікту, і 22 лютого політичний представник Вацлав Воровський заявив, що радянські війська готові залишити Аландські острови. Через день був виданий наказ про роззброєння, і фінський криголам «Муртая» доставив 300 російських більшовиків і бійців фінської Червоної гвардії до Турку. 24 лютого 500-осібний батальйон Королівської лейб-гвардії Гьоти під командуванням підполковника Г. Е. Роса висадився в Екере, а 27 лютого шведи взяли під свій контроль столицю Аландських островів Марієхамн. До 2 березня шведи контролювали всі острови, хоча там все ще залишалося до 1200 роззброєних російських вояків.

## Німецьке вторгнення

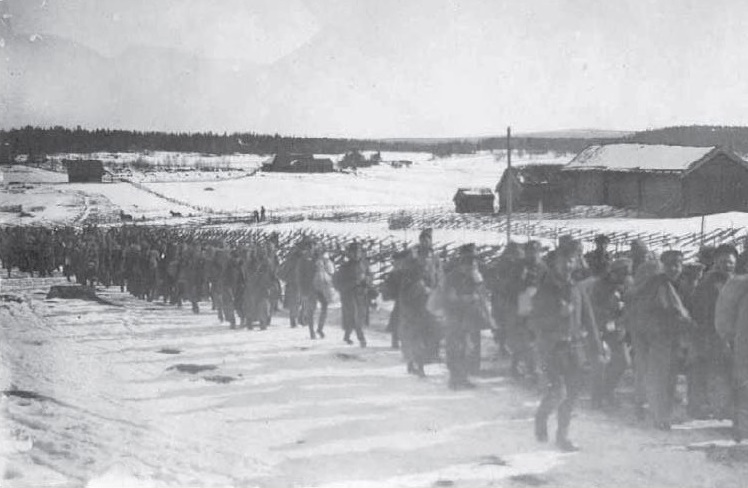
Полонених червонх конвоюють до Екере

Перемир'я між Росією та Німеччиною закінчилося 18 лютого 1918 року, і незабаром німці розпочали операцію «Фаустшлаг». Ці дії включали вторгнення на Аландські острови, оскільки німці не знали, чи залишиться Швеція нейтральною, чи приєднається до Антанти. Німці мали свої інтереси у Фінляндії через вихід до Північного Льодовитого океану та присутність країни поблизу Мурманської залізниці та більшовицької столиці Санкт-Петербурга. Щоб виправдати вторгнення, Німеччина наказала запросити військову допомогу у своїх союзників у Фінляндії. 22 лютого до Берліна надійшло послання Білого Сенату з проханням німецького вторгнення на Аландські острови. Німецький намір полягав у тому, щоб зібрати війська на Аландських островах, а потім висадити фінську материкову частину в місті Раума на західному узбережжі. Оскільки лід у Ботнічній затоці був надто товстим, лише у перших числах квітня дивізія Балтійського моря нарешті висадилася в Ханко у південній Фінляндії.
28 лютого військово-морський підрозділ у складі дредноутів-лінкорів «Westfalen» і «Rheinland» і десантного корабля «Гіссен» під командуванням адмірала Гуго Мейрера вийшов з Данцига на Аландські острови. Кораблі перевозили егерський батальйон № 14 Великого герцога Мекленбурзького під командуванням майора Августа Шенка цу Швайнсберга. Конвой сповільнився через сильний лід, але нарешті 5 березня Ааландський загін досяг Екере. Наступного дня шведи були змушені укласти угоду з німцями. За нею Швеція та Німеччина тепер ділили Аландські острови. Шведи захопили столицю Марієхамн і села Йомала, Гета і Фінстрем. Обом було дозволено використовувати порт Екере. Пост фінського військового губернатора був заснований і зайнятий морським офіцером Яльмаром фон Бонсдорфом як представником Білого сенату.
Німці взяли в полон до 1000—1200 більшовицьких солдатів, яких відправили до Лієпаї. 250 українських, польських, латвійських та естонських вояків червоної армії було поміщено до табору для інтернованих у Швеції. Згодом цих солдатів передали німцям і перевезли до Засніца на півночі Німеччини. У Марієхамні німці захопили кілька російських військових кораблів і фінський пароплав SS Baltic.
10 березня червонофіни запропонували німцям переговори щодо їх потенційної загрози Турку, червоній столиці південно-західної Фінляндії. Німці погодилися зустріти червону делегацію на Аландських островах, якщо вони привезуть військовополонених, яких утримували в Турку. У 1918 році росіяни обміняли через Фінляндію понад 65 тисяч поранених та покалічених німецьких військовополонених. Червона делегація у складі соціалістичного філософа Георга Больдта та лідера ополчення Турку Вільяма Лундберга разом із 260 військовополоненими добралася по льоду на санях, запряжених кіньми. 15 березня відбулася зустріч Больдта і Лундберга з німцями. Однак червоним було сказано, що оскільки німців запросили білі, вони не можуть обговорювати їхні наміри. Потім Болдта та Лундберга відпровадили назад на материк.
Наприкінці березня німці розпочали кампанію в архіпелазі Турку, щоб забезпечити ліве крило дивізії Балтійського моря, яка мала висадитися в Ханко. План полягав у тому, щоб дістатися до Турку з Аландських островів через острови Хаутскяр, Корпо, Нагу та Паргас. 25 березня фінські білі зайняли Гоуцкер, а 28 березня — Корпо, але 4 квітня червоні зупинили німецькі війська в битві при Нагу. Після цього німці залишили архіпелаг і зосередилися на марші від Ханко до Гельсінкі.

## Наслідки
Швеція вивела більшість своїх військ з Аландських островів 14 березня, але корабель «Оскар II» і один невеликий військовий підрозділ залишилися до кінця громадянської війни у Фінляндії. Останні шведи відступили 26 травня 1918 р. Німці залишалися на Аландських островах до вересня 1918 року. Після війни Швеція все ще була готова взяти Аландські острови та хотіла вирішити суперечку за допомогою Версальського договору, але це питання не було включено. У 1919 році відбувся новий референдум, на якому 9 900 із 10 000 виборців хотіли приєднатися до Швеції. Через рік Велика Британія передала справу до новоствореної Ліги Націй. У червні 1921 року Аландські острови були оголошені демілітаризованою та автономною територією Фінляндії.

## Втрати
Під час семимісячної військової кампанії на Аландських островах німці втратили шість осіб. Троє з них загинули 9 березня, коли криголам «Гінденбург» наїхав на міну біля Екере й затонув. Двоє моряків потонули 11 квітня, коли «Рейнланд» сів на міль між островами Логскяр і Флот'ян. Пізніше «Рейнланд» знову спустили на воду в липні, але він був сильно пошкоджений під час посадки на мілину, і німецьке військово-морське командування вирішило, що він не вартий ремонту. Крім втрат на Аландських островах, семеро німців загинули в битві при Нагу на архіпелазі Турку.
Шведські втрати становили одну людину, коли сержант піхоти покінчив життя самогубством у квітні. Троє білофінів убили в битві при Годбі, двоє в битві при Корпо і один у битві при Нагу.
Кількість убитих російських більшовицьких солдатів невідома, але принаймні двоє солдатів загинули під час зіткнень проти білофінів. Один російський і один фінський червоний були розстріляні білими наприкінці березня, коли вони були захоплені біля острова Вордо. Наказ був відданий фінським військовим губернатором Ялмаром фон Бонсдорфом, а страту виконали білі, які окупували архіпелаг Турку. Крім 3 червоних, убитих у битві при Годбі, 8 полонених червоних були розстріляні білими в льодах протоки Ферйсундет.
Щонайменше 26 червоних також загинули в битві при Нагу і 7 у битві при Корпо.